# اولا اسکوگ
اولاً اسکوگ (انگلیسی: Ulla Skoog؛ زادهٔ ۲۳ فوریهٔ ۱۹۵۱) هنرپیشه، کارگردان، کمدین اهل سوئد است.